# Euphyllia paradivisa
Euphyllia paradivisa is een rifkoralensoort uit de familie van de Euphylliidae. De wetenschappelijke naam van de soort is voor het eerst geldig gepubliceerd door Veron.
De soort komt voor in het Indo-Pacifisch gebied en bij Amerikaans-Samoa. Ze staat op de Rode Lijst van de IUCN geklasseerd als 'kwetsbaar'.